# Karlinko
Karlinko (niem. Vorwerk Körlin) – osada sołecka w Polsce położona w województwie zachodniopomorskim, w powiecie białogardzkim, w gminie Karlino. W latach 1975–1998 osada należała do województwa koszalińskiego. W roku 2007 osada liczyła 68 mieszkańców. Najbardziej na wschód położona miejscowość w gminie.
Osady wchodzące w skład sołectwa:
- Dębolas
- Krzywopłoty
- Witolub

## Geografia
Osada leży ok. 4 km na północny wschód od Karlina, ok. 500 m na północ od drogi krajowej nr 6.
Przy zachodniej części miejscowości w 2012 r. ustanowiono podstrefę Karlinko – Słupskiej Specjalnej Strefy Ekonomicznej, obejmującą kompleks o powierzchni 180,08 ha.

## Zabytki
- Dwór w Karlinku neoklasycystyczny położony w zamknięciu dworskiego dziedzińca gospodarczego po jego północnej stronie. Budynek jednokondygnacyjny, o pow. użytkowej 300 m² i kubaturze 1700 m ³. Zbudowany został na planie prostokąta, którego dłuższy bok wyznacza kierunek wschód - zachód. Dach dwuspadowy pierwotnie był pokryty dachówką. Pierwotna fasada zwrócona była na podwórze gospodarcze. Fasada dziewięcioosiowa z centralnym wejściem głównym podkreślonym wąskimi oknami, zachowała tylko gzymsy nadokienne, które pomagają dopatrzyć się dawnego rozplanowania okien. Zachowany został gzyms działowy między parterem a podwórzem. W osiach okiennych podwórza są zdwojone okienka poddasza. Na przeciwległej ścianie były drzwi prowadzące do parku utworzonego w obrysie kwadratu. Przez środek dziedzińca prowadzi oś dojazdowa do dworu zakończona pierwotnie półkolistym podjazdem wysadzonym kasztanowcami. W okresie międzywojennym przy szczytowej elewacji zachodniej, na jej całą szerokość dobudowano jednoosiową dobudówkę z jednospadowym dachem. Ostatnią właścicielką dworu była Margareta Kaeding z domu Sturm. Od 1947 r. przyjęty przez PGR. Remont kapitalny i przebudowę dworu przeprowadzono w 1978 r. Budynek dostosowano do potrzeb kilku rodzin. Obecnie główne wejście zostało zamienione na okno, a drzwi prowadzące do parku zostały zamurowane. Wejścia do budynku są dzisiaj tylko w elewacjach bocznych. Zmieniona została liczba otworów okiennych, ich kształt i stolarka. Skute zostały opaski okienne i zatrato ślady po obramieniach drzwi. Pokrycie dachówkowe zamieniono na papę, ściany otynkowano. Na podjeździe został utworzony ogródek.[potrzebny przypis]